# Deropeltis integerrima
Deropeltis integerrima es una especie de cucaracha del género Deropeltis, familia Blattidae.

## Distribución
Esta especie se encuentra en Tanzania y Kenia.